# Paul Theodor Hoffmann
Paul Theodor Hoffmann (* 26. Januar 1891 in Putlitz; † 5. Juli 1952 in Hamburg) war ein deutscher Schriftsteller, Archivar und Theaterwissenschaftler.

## Leben
Sein Studium absolvierte Hoffmann in München, Grenoble, Berlin und Tübingen.
In Tübingen promovierte er 1915 mit seiner Dissertation Der indische und der deutsche Geist von Herder bis zur Romantik.
In den Jahren 1916–1918 war er als Schriftleiter der Zeitschrift Der Kunstwart in Dresden tätig.
1918–1921 wurde er Feuilletonredakteur und Theaterkritiker bei den Dresdner Neuesten Nachrichten, danach 1921–1926 beim Hamburger Anzeiger. Er wohnte zunächst in Dresden, wo er seit 1919 Mitglied der Schopenhauer-Gesellschaft war und mit Franz Mockrauer zusammenarbeitete. Danach wechselte er 1923 nach Hamburg, wo er eine Ortsgruppe der Gesellschaft gründete.
Zwischen 1926 und 1933 war er als Stadtarchivar in Altona tätig und leitete anschließend in Hamburg das städtische Amt für Wissenschaft, Kunst und Volksbildung. Er wurde 1937 zum Archivrat befördert. Ab 1940 trat er die Funktion eines Leiters der Städtischen Theatersammlung Hamburg an (welche sich im Alten Rathaus Altona befand) und war ab 1941 Leiter des theaterwissenschaftlichen Instituts der Universität Hamburg, wo er ab 1944 einen Lehrauftrag erhielt. In Hamburg war er mit Erich Weniger in brieflichem Kontakt.
Von 1929 bis 1937 trat er als Herausgeber der Altonaischen Zeitschrift für Geschichte und Heimatkunde in Erscheinung. Ebenso publizierte er von 1941 bis 1951 das Hamburger Jahrbuch für Theater und Musik.
Sein Nachlass befindet sich im Hamburger Staatsarchiv, seine umfangreiche Korrespondenz mit Mockrauer in Frankfurt am Main.

## Publikationen (Auswahl)
- Der mittelalterliche Mensch. Gesehen aus Welt und Umwelt Notkers des Deutschen. Perthes, Gotha 1922.
- Die Entwicklung des Altonaer Stadttheaters. Ein Beitrag zu seiner Geschichte. Festschrift zum fünfundzwanzigjährigen Bestehen des jetzigen Hauses. Köbner, Altona-Elbe 1926.
- Gott im Morgen- und Abendland. Klotz, Gotha 1927.
- Die Visionen des Suchenden. Ein Buch für alle guten Deutschen, alle guten Europäer, alle guten Menschen. Klotz, Gotha 1927.
- Das Leben von Albrecht Dürer (= Deutsche Volkheit. (52)). Diederichs, Jena 1928.
- Neues Altona 1919–1929. 10 Jahre Aufbau einer deutschen Grosstadt. 2 Bände. Diederichs, Jena 1929.
- Die Welt vor Gott. Diederichs, Jena 1936.
- Die Elbchaussee. Ihre Landsitze, Menschen und Schicksale. Broschek, Hamburg 1937, (erweitert 1949, und öfter).
- Die Elbe. Strom deutschen Schicksals und deutscher Kultur. Broschek, Hamburg 1939.
- Die Scholz-Forni und ihre Anverwandten. Geschichte eines deutsch-italienischen Geschlechts. Selbstverlag, Hamburg 1941.
- Theater und Drama im deutschen Geistesschicksal (= Hamburger Theaterbücherei. 5, ZDB-ID 978305-2). Toth, Hamburg 1948.
- Mit dem Zeiger der Weltenuhr. Bilder und Erinnerungen. Springer, Hamburg 1949.

### Herausgeber
- Das Göttliche. Eine Sammlung religiöser Stimmen der Völker und Zeiten. Callwey, München 1925.
- Die Weisheit der Veden (= Kunstwart-Bücherei. 22, ZDB-ID 845175-8). Callwey, München 1925.
- Buddhas Reden. Sein Leben und seine Lehre (= Kunstwart-Bücherei. 31/32). Callwey, München 1925.
- Die indischen Geheimlehren oder Upanishads (= Kunstwart-Bücherei. 49). Callwey, München 1928.
- ab Band 7: Shakespeare: Sämtliche Werke. 20 Bände. Gutenberg-Verlag, Hamburg u. a. 1927–1929.
- Blut und Rasse im deutschen Dichter- und Denkertum. Eine Auslese. Hoffmann & Campe, Hamburg 1934.‹